# 誘舌鰻
誘舌鰻為輻鰭魚綱鰻鱺目糯鰻亞目蛇鰻科的其中一種，分布於中東太平洋的美屬薩摩亞海域，為底棲性魚類，生活習性不明。